# Life in 1472
Albums de Jermaine Dupri
Instructions
(2001)
Singles
1. The Party Continues
Sortie : 1998
2. Money Ain't a Thang
Sortie : 11 mai 1998
3. Sweetheart
Sortie : 6 octobre 1998
4. Going Home With Me
Sortie : 1998

Life in 1472 est le premier album studio de Jermaine Dupri, sorti le 21 juillet 1998.
L'album s'est classé 1er au Top R&B/Hip-Hop Albums et 3e au Billboard 200 et a été certifié disque de platine par la Recording Industry Association of America (RIAA) le 2 septembre 1998.

## Liste des titres
| No  | Titre | Contient un (des) sample(s) de                                                        | Durée |
| --- | --- | ------------------------------------------------------------------------------------- | ----- |
| 1.  | Intro - Turn It Out (featuring Nas – Produit par Kanye West)                                                   | Hospital Prelude of Love Theme de Willie Hutch One for the Treble (Fresh) de Davy DMX | 3:57  |
| 2.  | Money Ain't a Thang (featuring Jay-Z – Produit par Jermaine Dupri)                                             | Weak at the Knees de Steve Arrington                                                  | 4:14  |
| 3.  | Get Your Shit Right (featuring DMX et Madd Rapper – Produit par Charlemagne et Deric « D-Dot » Angelettie)     |                                                                                       | 4:43  |
| 4.  | Fresh (featuring Slick Rick – Produit par Jermaine Dupri, Slick Rick et Carl So-Lowe)                          |                                                                                       | 3:53  |
| 5.  | Sweetheart (featuring Mariah Carey et Trey Lorenz – Produit par Jermaine Dupri et Mariah Carey)                |                                                                                       | 4:44  |
| 6.  | Jazzy Hoes (featuring 8Ball, Mr. Black, Too $hort et YoungBloodZ – Produit par Jermaine Dupri et Carl So-Lowe) |                                                                                       | 4:38  |
| 7.  | Don't Hate on Me (featuring Da Brat et Krayzie Bone – Produit par Jermaine Dupri)                              | Losalamitoslatinfunklovesong de Gene Harris                                           | 4:17  |
| 8.  | Going Home with Me (featuring R.O.C. et Keith Sweat – Produit par Jermaine Dupri)                              | Hot Stuff de Raydio                                                                   | 3:41  |
| 9.  | You Get Dealt Wit (featuring Lil' Kim et Ma$e – Produit par Jermaine Dupri)                                    |                                                                                       | 3:58  |
| 10. | The Party Continues (Video Version) (featuring Da Brat et Usher – Produit par Jermaine Dupri et Carl So-Lowe)  | She's Strange de Cameo Get Down on It de Kool & the Gang                              | 4:16  |
| 11. | All That's Got To Go (featuring Da Brat et LaTocha Scott – Produit par Deric « D-Dot » Angelettie et Coptic)   | Jump to It d'Aretha Franklin                                                          | 4:05  |
| 12. | Protector's of 1472 (featuring R.O.C., Snoop Dogg et Warren G – Produit par DJ Premier et Jermaine Dupri)      | You Won't Have to Tell Me Goodbye de Blue Magic Human Beat Box des Fat Boys           | 4:46  |
| 13. | Lay You Down (featuring Trina & Tamara et Trey Lorenz – Produit par Jermaine Dupri)                            |                                                                                       | 4:27  |
| 14. | Three The Hard Way (featuring Mr. Black et R.O.C. – Produit par DJ Quik et Jermaine Dupri)                     |                                                                                       | 4:17  |